# U-766

U-766의 엠블럼

U-766은 제2차 세계 대전에 사용된 나치 독일의 군용 잠수함 U보트 7C형이었으며, 제2차 세계 대전의 종전 후에는 프랑스 해군에 편입되어 ‘로비(Laubie)’라는 이름으로 사용되었다.